# Benevenuto Garcia Leal
Benevenuto Garcia Leal (Três Lagoas, 30 de agosto de 1894 — Três Lagoas, ?) foi um político e pecuarista brasileiro, intendente-geral de Três Lagoas.
Filho do fundador de Três Lagoas Protázio Garcia Leal e de Ana Garcia Ferreira, bisneto de Januário Garcia Leal, foi casado com Maria Marques Leal e pai de Ranulfo Marques Leal. Foi, assim, membro da família Garcia Leal. Teve por profissão a pecuária.
Foi nomeado pelo governador provisório do estado de Mato Grosso, Dr. Artur Antunes Maciel, como intendente-geral de Três Lagoas da Revolução de 1930.
Administrou o município por quatro curtos meses, de 13 de março de 1931 a 27 de julho de 1931.